# Pseudoblothrus
Genre
Pseudoblothrus est un genre de pseudoscorpions de la famille des Syarinidae.

## Distribution
Les espèces de ce genre se rencontrent en Europe.

## Liste des espèces
Selon World Pseudoscorpiones Catalog (2024) :
- Pseudoblothrus arcanus Turbanov & Kolesnikov, 2020
- Pseudoblothrus golovatchi Turbanov & Kolesnikov, 2020
- Pseudoblothrus infernus Mahnert, 2011
- Pseudoblothrus oromii Mahnert, 1990
- Pseudoblothrus peyerimhoffi (Simon, 1905)
- Pseudoblothrus regalini Inzaghi, 1983
- Pseudoblothrus roszkovskii (Redikorzev, 1918)
- Pseudoblothrus strinatii Vachon, 1954
- Pseudoblothrus thiebaudi Vachon, 1969
- Pseudoblothrus vulcanus Mahnert, 1990

(Pseudoblothrus ellingseni (Beier, 1929) = Pseudoblothrus peyerimhoffi (Simon, 1905) dans Gardini  2015). / Pseudoblothrus ljovuschkini Krumpál, 1984 = Pseudoblothrus roszkovskii (Redikorzev, 1918) dans  Kolesnikov & Turbanov, 2017).

## Publication originale
- Beier, 1931 : Zur Kenntnis der troglobionten Neobisien (Pseudoscorp.). Eos, vol. 7, p. 9-23 (texte intégral).